# Singe cordé

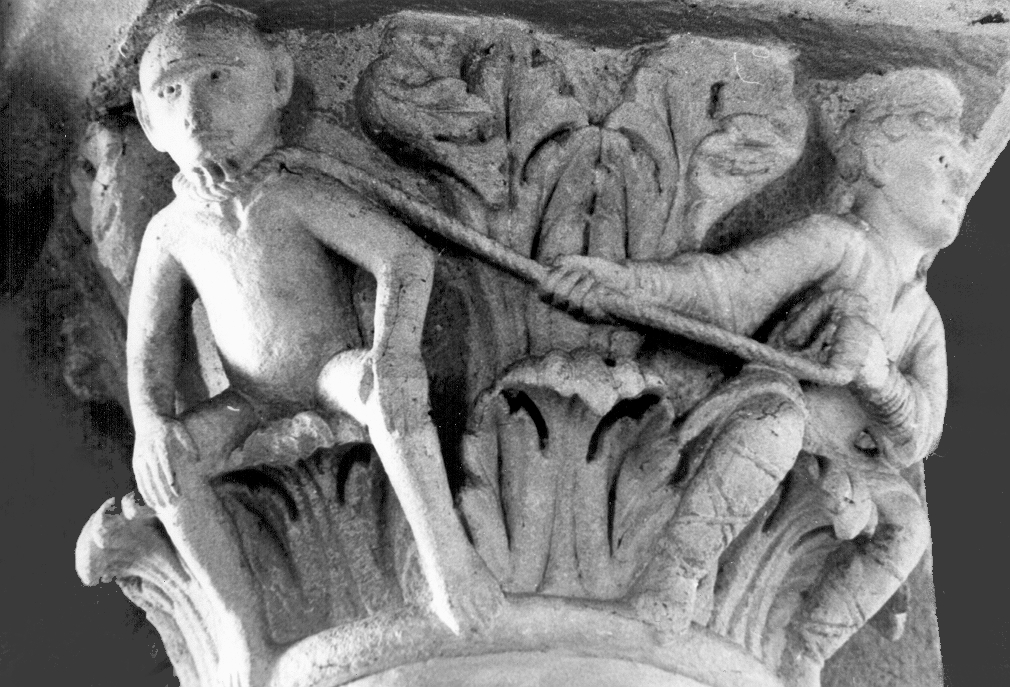
Chapiteau du singe cordé à l'abbatiale de Mozac (Puy-de-Dôme)

Le thème du singe cordé est un thème de l'iconographie de l'art roman, particulièrement apprécié de l'art roman en Auvergne pour le décor des chapiteaux. Il s'agit de représentations de singes tenus en laisse par des hommes.
Le thème présente de nombreuses variantes. Le singe a souvent une apparence anthropoïde, mais ailleurs la forme simiesque est très marquée, comme à Saint-Nectaire (tête) ou à Thuret (corps). L'homme est debout ou assis, exceptionnellement c'est un cavalier (Maringues).
La disposition est souvent la suivante : le singe et l'homme sont disposés sur toute la hauteur de la corbeille, à deux angles voisins du chapiteau ; le singe est à la droite de l'homme. La corde, passée au cou de l'animal, est tenue par l'homme avec les deux mains (Mozac, Saint-Nectaire).

## Exemples
En Auvergne
- Église de Biollet (Puy-de-Dôme)
- Église de Bulhon[2] (Puy-de-Dôme)
- Église Saint-Julien de Chauriat (Puy-de-Dôme)
- Église de Combronde (Puy-de-Dôme)
- Église Saint-Austremoine d'Issoire (Puy-de-Dôme)
- Église Notre-Dame de Maringues[3] (Puy-de-Dôme)
- Église de Montfermy[4] (Puy-de-Dôme)
- Abbatiale de Mozac (Puy-de-Dôme)
- Basilique Notre-Dame d'Orcival (Puy-de-Dôme
- Église de Pont-du-Château (Puy-de-Dôme)
- Église de Saint-Nectaire[5] (Puy-de-Dôme)
- Église de Thuret[6] (Puy-de-Dôme)
- Église de Biozat[4] (Allier)
- Église de Droiturier[7](Allier)
- Église de Dienne (Cantal)
- Église Notre-Dame de Lanobre (Cantal)
- Église de Menet (Cantal)
- Église de Riom-ès-Montagnes (Cantal)
- Église de Saint-Amandin (Cantal)
- Basilique Saint-Julien de Brioude[8] (Haute-Loire)

## Interprétation
Les commentateurs hésitent entre une interprétation réaliste et anecdotique (représentation de bateleurs présentant des singes) et une interprétation symbolique et allégorique (l'homme tenant en laisse la part bestiale de lui-même).
Ces deux interprétations sont peut-être conciliables, si l'on suit le chanoine Craplet : « ce singe cordé serait le pécheur ravalé au niveau d'une bête qu'on exhibe dans les foires, parce qu'il a cédé au démon aux mille ruses ».
Le singe peut apparaître sur d'autres chapiteaux sans être tenu en laisse, ainsi à Mozac.